# Un dinosaurio en un pajar
Un dinosaurio en un pajar es una colección de ensayos y reflexiones sobre historia natural escrita por Stephen Jay Gould, publicado por la editorial Harmony Books en 1995.
Publicado en castellano por el Grupo Planeta con traducción de Joandomènec Ros en 2018. Recoge ensayos seleccionados de la columna mensual de Gould "La visión de la vida" publicada en la revista Historia Natural; en la que Gould contribuyó durante veintisiete años. El libro trata temas como la evolución, la biografía de la ciencia, la probabilidad y las rarezas encontradas en la naturaleza. Su ensayo "El mayor éxito de Poe" analiza el controvertido libro de texto de conquiliología editado por Edgar Allan Poe "El primer libro del conquiliologo" (1839). El ensayo "Dinomanía" es una reseña de la novela Parque Jurásico  de Michael Crichton.